# Campionati mondiali completi di pattinaggio di velocità
I Campionati mondiali completi di pattinaggio di velocità sono una competizione sportiva a cadenza biennale organizzata dall'International Skating Union (ISU).

## Storia
La prima edizione dei campionati risale al 1893 mentre dal 1889 al 1892 furono organizzate delle edizioni non ufficiali. La manifestazione non venne disputata dal 1915 al 1921 e dal 1940 al 1946 a causa delle due guerre mondiali. L'edizione femminile venne disputata per la prima volta nel 1936.

## Formato
L'evento si svolge nell'arco di due giorni: tutti gli atleti in gara partecipano alle gare delle prime tre distanze del pattinaggio di velocità (500 m, 1500 m e 3000 m per le donne; 500 m, 1500 m e 5000 m per gli uomini) e i migliori otto classificati prendono parte all'ultima gara (5.000 m per le donne; 10.000 m per gli uomini). I risultati delle gare vengono convertiti in punti e il pattinatore con il punteggio totale più basso vince il campionato.
Nelle prime edizioni, per assegnare il titolo, era necessario vincere in almeno tre distanze su quattro e non erano infatti tenuti in considerazione i podi, motivo per il quale in svariati casi non sono stati eletti dei vincitori.

## Albo d'oro

### Maschile
| Evento                         | Oro | Argento | Bronzo |
| Amsterdam 1889 Paesi Bassi     | non assegnato | non assegnato | non assegnato |
| Amsterdam 1890 Paesi Bassi     | non assegnato | non assegnato | non assegnato |
| Amsterdam 1891 Paesi Bassi     | Joe Donoghue | non assegnato | non assegnato |
| Amsterdam 1892 Paesi Bassi     | Edizione cancellata per le condizioni del ghiaccio                                                                                  | Edizione cancellata per le condizioni del ghiaccio                                                                                  | Edizione cancellata per le condizioni del ghiaccio                                                                                  |
| Amsterdam 1893 Paesi Bassi     | Jaap Eden | non assegnato | non assegnato |
| Stoccolma 1894 Svezia          | non assegnato | non assegnato | non assegnato |
| Hamar 1895 Norvegia            | Jaap Eden | non assegnato | non assegnato |
| San Pietroburgo 1896 Russia    | Jaap Eden | non assegnato | non assegnato |
| Montréal 1897 Canada           | Jack McCullock | non assegnato | non assegnato |
| Davos 1898 Svizzera            | Peder Østlund | non assegnato | non assegnato |
| Berlino 1899 Germania          | Peder Østlund | non assegnato | non assegnato |
| Kristiania 1900 Norvegia       | Edvard Engelsaas | non assegnato | non assegnato |
| Stoccolma 1901 Svezia          | Franz Frederik Wathén | non assegnato | non assegnato |
| Helsingfors 1902 Finlandia     | non assegnato | non assegnato | non assegnato |
| San Pietroburgo 1903 Russia    | non assegnato | non assegnato | non assegnato |
| Kristiania 1904 Norvegia       | Sigurd Mathisen | non assegnato | non assegnato |
| Groningen 1905 Paesi Bassi     | Coen de Koning | non assegnato | non assegnato |
| Helsingfors 1906 Finlandia     | non assegnato | non assegnato | non assegnato |
| Trondheim 1907 Norvegia        | non assegnato | non assegnato | non assegnato |
| Davos 1908 Svizzera            | Oscar Mathisen | Martin Sætherhaug | Moje Öholm |
| Kristiania 1909 Norvegia       | Oscar Mathisen | Oluf Steen | Otto Andersson |
| Helsingfors 1910 Finlandia     | Nikolaj Strunnikov | Oscar Mathisen | Martin Sætherhaug |
| Trondheim 1911 Norvegia        | Nikolaj Strunnikov | Martin Sætherhaug | Henning Olsen |
| Kristiania 1912 Norvegia       | Oscar Mathisen | Gunnar Strömsten | Trygve Lundgren |
| Helsingfors 1913 Finlandia     | Oscar Mathisen | Vasilij Ippolitov | Nikita Najdenov |
| Kristiania 1914 Norvegia       | Oscar Mathisen | Vasilij Ippolitov | Wäinö Wickstrøm |
| 1915-1921                      | Non disputati a causa della prima guerra mondiale                                                                                   | Non disputati a causa della prima guerra mondiale                                                                                   | Non disputati a causa della prima guerra mondiale                                                                                   |
| Kristiania 1922 Norvegia       | Harald Strøm | Roald Larsen | Clas Thunberg |
| Stoccolma 1923 Svezia          | Clas Thunberg | Harald Strøm | [[File: Flag of the Soviet Union (1936 – 1955).svg\|class=noviewer\| Unione Sovietica (bandiera)\|border\|20x16px]] Jakov Mel'nikov |
| Helsinki 1924 Finlandia        | Roald Larsen | Uuno Pietilä | Julius Skutnabb |
| Oslo 1925 Norvegia             | Clas Thunberg | Uuno Pietilä | Roald Larsen |
| Trondheim 1926 Norvegia        | Ivar Ballangrud | Roald Larsen | Bernt Evenson |
| Tampere 1927 Finlandia         | Bernet Evensen | Clas Thunberg | Armand Carlsen |
| Davos 1928 Svizzera            | Clas Thunberg | Ivar Ballangrud | Bernt Evensen |
| Oslo 1929 Norvegia             | Clas Thunberg | Ivar Ballangrud | Michael Staksrud |
| Oslo 1930 Norvegia             | Michael Staksrud | Ivar Ballangrud | Dolf van der Scheer |
| Helsinki 1931 Svizzera         | Clas Thunberg | Bernt Evensen | Ivar Ballangrud |
| Lake Placid 1932 Stati Uniti   | Ivar Ballangrud | Michael Staksrud | Bernt Evensen |
| Trondheim 1933 Norvegia        | Hans Engnestangen | Michael Staksrud | Ivar Ballangrud |
| Helsinki 1934 Finlandia        | Bernt Evensen | Birger Wasenius | Ivar Ballangrud |
| Oslo 1935 Norvegia             | Michael Staksrud | Ivar Ballangrud | Hans Engnestangen |
| Davos 1936 Svizzera            | Ivar Ballangrud | Birger Wasenius | Eddie Schroeder |
| Oslo 1937 Norvegia             | Michael Staksrud | Birger Wasenius | Max Stiepl |
| Davos 1938 Svizzera            | Ivar Ballangrud | Karl Wazulek | Charles Mathiesen |
| Helsinki 1939 Finlandia        | Birger Wasenius | Alfons Bērziņš | Charles Mathiesen |
| Oslo 1940 Norvegia             | Alfons Bērziņš | Harry Haraldsen | Charles Mathiesen |
| 1941-1945                      | Non disputati a causa della seconda guerra mondiale                                                                                 | Non disputati a causa della seconda guerra mondiale                                                                                 | Non disputati a causa della seconda guerra mondiale                                                                                 |
| Oslo 1946 Norvegia             | Odd Lundberg | Göthe Hedlund | Charles Mathiesen |
| Oslo 1947 Norvegia             | Lassi Parkkinen | Sverre Farstad | Åke Seyffarth |
| Helsinki 1948 Finlandia        | Odd Lundberg | Johnny Werket | Henry Wahl |
| Oslo 1949 Norvegia             | Kornél Pajor | Kees Broekman | Odd Lundberg |
| Eskilstuna 1950 Svezia         | Hjalmar Andersen | Odd Lundberg | Johnny Werket |
| Davos 1951 Svizzera            | Alfons Bērziņš | Harry Haraldsen | Kornél Pajor |
| Hamar 1952 Norvegia            | Hjalmar Andersen | Lassi Parkkinen | Ivar Martinsen |
| Helsinki 1953 Finlandia        | [[File: Flag of the Soviet Union (1936 – 1955).svg\|class=noviewer\| Unione Sovietica (bandiera)\|border\|20x16px]] Oleg Gončarenko | [[File: Flag of the Soviet Union (1936 – 1955).svg\|class=noviewer\| Unione Sovietica (bandiera)\|border\|20x16px]] Boris Šilkov    | Wim van der Voort |
| Sapporo 1954 Giappone          | [[File: Flag of the Soviet Union (1936 – 1955).svg\|class=noviewer\| Unione Sovietica (bandiera)\|border\|20x16px]] Boris Šilkov    | [[File: Flag of the Soviet Union (1936 – 1955).svg\|class=noviewer\| Unione Sovietica (bandiera)\|border\|20x16px]] Oleg Gončarenko | [[File: Flag of the Soviet Union (1936 – 1955).svg\|class=noviewer\| Unione Sovietica (bandiera)\|border\|20x16px]] Evgenij Grišin  |
| Mosca 1955 Unione Sovietica    | Sigvard Ericsson | [[File: Flag of the Soviet Union (1936 – 1955).svg\|class=noviewer\| Unione Sovietica (bandiera)\|border\|20x16px]] Oleg Gončarenko | [[File: Flag of the Soviet Union (1936 – 1955).svg\|class=noviewer\| Unione Sovietica (bandiera)\|border\|20x16px]] Boris Šilkov    |
| Oslo 1956 Norvegia             | Oleg Gončarenko | Robert Merkulov | Evgenij Grišin |
| Östersund 1957 Svezia          | Knut Johannesen | Boris Šilkov | Boris Zybin |
| Helsinki 1958 Finlandia        | Oleg Gončarenko | Vladimir Šilykovskij | Roald Aas |
| Oslo 1959 Norvegia             | Juhani Järvinen | Toivo Salonen | Robert Merkulov |
| Davos 1960 Svizzera            | Boris Stenin | André Kouprianoff | Helmut Kuhnert |
| Göteborg 1961 Svezia           | Henk van der Grift | Viktor Kosičkin | Rudie Liebrechts |
| Mosca 1962 Unione Sovietica    | Viktor Kosičkin | Henk van der Grift | Ivar Nilsson |
| Karuizawa 1963 Giappone        | Jonny Nilsson | Knut Johannesen | Nils Egil Aaness |
| Helsinki 1964 Finlandia        | Knut Johannesen | Viktor Kosičkin | Rudie Liebrechts |
| Oslo 1965 Norvegia             | Per Ivar Moe | Jouko Launonen | Ard Schenk |
| Göteborg 1966 Svezia           | Kees Verkerk | Ard Schenk | Jonny Nilsson |
| Oslo 1967 Norvegia             | Kees Verkerk | Ard Schenk | Fred Anton Maier |
| Göteborg 1968 Svezia           | Fred Anton Maier | Magne Thomassen | Ard Schenk |
| Deventer 1969 Paesi Bassi      | Dag Fornæss | Göran Claeson | Kees Verkerk |
| Oslo 1970 Norvegia             | Ard Schenk | Magne Thomassen | Kees Verkerk |
| Göteborg 1971 Svezia           | Ard Schenk | Göran Claeson | Kees Verkerk |
| Oslo 1972 Norvegia             | Ard Schenk | Roar Grønvold | Jan Bols |
| Deventer 1973 Paesi Bassi      | Göran Claeson | Sten Stensen | Piet Kleine |
| Inzell 1974 Germania Ovest     | Sten Stensen | Harm Kuipers | Göran Claeson |
| Oslo 1975 Norvegia             | Harm Kuipers | Vladimir Ivanov | Jurij Kondakov |
| Heerenveen 1976 Paesi Bassi    | Piet Kleine | Sten Stensen | Hans van Helden |
| Heerenveen 1977 Paesi Bassi    | Eric Heiden | Jan Egil Storholt | Sten Stensen |
| Göteborg 1978 Svezia           | Eric Heiden | Jan Egil Storholt | Sergej Marčuk |
| Oslo 1979 Norvegia             | Eric Heiden | Jan Egil Storholt | Kay Arne Stenshjemmet |
| Heerenveen 1980 Paesi Bassi    | Hilbert van der Duim | Eric Heiden | Tom Erik Oxholm |
| Oslo 1981 Norvegia             | Amud Sjøbrend | Kay Arne Stenshjemmet | Jan Egil Storholt |
| Assen 1982 Paesi Bassi         | Hilbert van der Duim | Dmitrij Bočkarëv | Rolf Falk-Larssen |
| Oslo 1983 Norvegia             | Rolf Falk-Larssen | Tomas Gustafson | Aleksandr Baranov |
| Göteborg 1984 Svezia           | Oleg Bož'ev | Andreas Ehrig | Hilbert van der Duim |
| Hamar 1985 Norvegia            | Hein Vergeer | Oleg Bož'ev | Hilbert van der Duim |
| Inzell 1986 Germania Ovest     | Hein Vergeer | Oleg Bož'ev | Viktor Šašerin |
| Heerenveen 1987 Paesi Bassi    | Nikolaj Guljaev | Oleg Bož'ev | Michael Hadschieff |
| Alma-Ata 1988 Unione Sovietica | Eric Flaim | Leo Visser | Dave Silk |
| Oslo 1989 Norvegia             | Leo Visser | Gerard Kemkers | Geir Karlstad |
| Innsbruck 1990 Austria         | Johann Olav Koss | Ben van der Burg | Bart Veldkamp |
| Heerenveen 1991 Paesi Bassi    | Johann Olav Koss | Roberto Sighel | Bart Veldkamp |
| Calgary 1992 Canada            | Roberto Sighel | Falko Zandstra | Johann Olav Koss |
| Hamar 1993 Norvegia            | Falko Zandstra | Johann Olav Koss | Rintje Ritsma |
| Göteborg 1994 Svezia           | Johann Olav Koss | Ids Postma | Rintje Ritsma |
| Baselga di Piné 1995 Italia    | Rintje Ritsma | Keiji Shirahata | Roberto Sighel |
| Inzell 1996 Germania           | Rintje Ritsma | Ids Postma | Keiji Shirahata |
| Nagano 1997 Giappone           | Ids Postma | Keiji Shirahata | Frank Dittrich |
| Heerenveen 1998 Paesi Bassi    | Ids Postma | Rintje Ritsma | Roberto Sighel |
| Hamar 1999 Norvegia            | Rintje Ritsma | Vadim Sajutin | Eskil Ervik |
| Milwaukee 2000 Stati Uniti     | Gianni Romme | Ids Postma | Rintje Ritsma |
| Budapest 2001 Ungheria         | Rintje Ritsma | Ids Postma | Bart Veldkamp |
| Heerenveen 2002 Paesi Bassi    | Jochem Uytdehaage | Dmitrij Šepel | Derek Parra |
| Göteborg 2003 Svezia           | Gianni Romme | Rintje Ritsma | Ids Postma |
| Hamar 2004 Norvegia            | Chad Hedrick | Shani Davis | Carl Verheijen |
| Mosca 2005 Russia              | Shani Davis | Chad Hedrick | Sven Kramer |
| Calgary 2006 Canada            | Shani Davis | Enrico Fabris | Sven Kramer |
| Heerenveen 2007 Paesi Bassi    | Sven Kramer | Enrico Fabris | Carl Verheijen |
| Berlino 2008 Germania          | Sven Kramer | Håvard Bøkko | Shani Davis |
| Hamar 2009 Norvegia            | Sven Kramer | Håvard Bøkko | Enrico Fabris |
| Heerenveen 2010 Paesi Bassi    | Sven Kramer | Jonathan Kuck | Håvard Bøkko |
| Calgary 2011 Canada            | Ivan Skobrev | Håvard Bøkko | Jan Blokhuijsen |
| Mosca 2012 Russia              | Sven Kramer | Jan Blokhuijsen | Koen Verweij |
| Hamar 2013 Norvegia            | Sven Kramer | Håvard Bøkko | Bart Swings |
| Heerenveen 2014 Paesi Bassi    | Koen Verweij | Jan Blokhuijsen | Denis Juskov |
| Calgary 2015 Canada            | Sven Kramer | Denis Juskov | Sverre Lunde Pedersen |
| Berlino 2016 Germania          | Sven Kramer | Sverre Lunde Pedersen | Jan Blokhuijsen |
| Hamar 2017 Norvegia            | Sven Kramer | Patrick Roest | Jan Blokhuijsen |
| Amsterdam 2018 Paesi Bassi     | Patrick Roest | Sverre Lunde Pedersen | Marcel Bosker |
| Calgary 2019 Canada            | Patrick Roest | Sverre Lunde Pedersen | Sven Kramer |
| Hamar 2020 Norvegia            | Patrick Roest | Sverre Lunde Pedersen | Seitarō Ichinohe |
| 2021                           | Non disputati a causa della Pandemia di COVID-19                                                                                    | Non disputati a causa della Pandemia di COVID-19                                                                                    | Non disputati a causa della Pandemia di COVID-19                                                                                    |
| Hamar 2022 Norvegia            | Nils van der Poel | Patrick Roest | Bart Swings |
| Inzell 2024 Germania           | Jordan Stolz | Patrick Roest | Hallgeir Engebråten |

### Femminile
| Evento                            | Oro | Argento | Bronzo |
| Oslo 1933 Norvegia                | Liselotte Landbeck | Synnøve Lie | Helen Bina |
| Oslo 1934 Norvegia                | Undis Blikken | Verné Lesche | Synnøve Lie |
| Oslo 1935 Norvegia                | Laila Schou Nielsen | Synnøve Lie | Kit Klein |
| Stoccolma 1936 Svezia             | Kit Klein | Verné Lesche | Synnøve Lie |
| Davos 1937 Svizzera               | Laila Schou Nielsen | Synnøve Lie | Verné Lesche |
| Oslo 1938 Norvegia                | Laila Schou Nielsen | Verné Lesche | Synnøve Lie |
| Tampere 1939 Finlandia            | Verné Lesche | Liisa Salmi | Laura Tamminen |
| 1940-1946                         | Non disputati a causa della seconda guerra mondiale                                                                                    | Non disputati a causa della seconda guerra mondiale                                                                                     | Non disputati a causa della seconda guerra mondiale                                                                                     |
| Drammen 1947 Norvegia             | Verné Lesche | Else Marie Christiansen | Maggi Kvestad |
| Turku 1948 Finlandia              | [[File: Flag of the Soviet Union (1936 – 1955).svg\|class=noviewer\| Unione Sovietica (bandiera)\|border\|20x16px]] Marija Isakova     | [[File: Flag of the Soviet Union (1936 – 1955).svg\|class=noviewer\| Unione Sovietica (bandiera)\|border\|20x16px]] Lidija Selichova    | [[File: Flag of the Soviet Union (1936 – 1955).svg\|class=noviewer\| Unione Sovietica (bandiera)\|border\|20x16px]] Zoja Cholščevnikova |
| Kongsberg 1949 Norvegia           | [[File: Flag of the Soviet Union (1936 – 1955).svg\|class=noviewer\| Unione Sovietica (bandiera)\|border\|20x16px]] Marija Isakova     | [[File: Flag of the Soviet Union (1936 – 1955).svg\|class=noviewer\| Unione Sovietica (bandiera)\|border\|20x16px]] Zoja Cholščevnikova | [[File: Flag of the Soviet Union (1936 – 1955).svg\|class=noviewer\| Unione Sovietica (bandiera)\|border\|20x16px]] Rimma Žukova        |
| Mosca 1950 Unione Sovietica       | [[File: Flag of the Soviet Union (1936 – 1955).svg\|class=noviewer\| Unione Sovietica (bandiera)\|border\|20x16px]] Marija Isakova     | [[File: Flag of the Soviet Union (1936 – 1955).svg\|class=noviewer\| Unione Sovietica (bandiera)\|border\|20x16px]] Zinaida Krotova     | [[File: Flag of the Soviet Union (1936 – 1955).svg\|class=noviewer\| Unione Sovietica (bandiera)\|border\|20x16px]] Rimma Žukova        |
| Eskilstuna 1951 Svezia            | Eevi Huttunen | Randi Thorvaldsen | Ragnhild Mikkelsen |
| Kokkola 1952 Finlandia            | [[File: Flag of the Soviet Union (1936 – 1955).svg\|class=noviewer\| Unione Sovietica (bandiera)\|border\|20x16px]] Lidija Selichova   | [[File: Flag of the Soviet Union (1936 – 1955).svg\|class=noviewer\| Unione Sovietica (bandiera)\|border\|20x16px]] Marija Anikanova    | Randi Thorvaldsen |
| Lillehammer 1953 Norvegia         | [[File: Flag of the Soviet Union (1936 – 1955).svg\|class=noviewer\| Unione Sovietica (bandiera)\|border\|20x16px]] Chalida Ščegoleeva | [[File: Flag of the Soviet Union (1936 – 1955).svg\|class=noviewer\| Unione Sovietica (bandiera)\|border\|20x16px]] Rimma Žukova        | [[File: Flag of the Soviet Union (1936 – 1955).svg\|class=noviewer\| Unione Sovietica (bandiera)\|border\|20x16px]] Lidija Selichova    |
| Östersund 1954 Svezia             | [[File: Flag of the Soviet Union (1936 – 1955).svg\|class=noviewer\| Unione Sovietica (bandiera)\|border\|20x16px]] Lidija Selichova   | [[File: Flag of the Soviet Union (1936 – 1955).svg\|class=noviewer\| Unione Sovietica (bandiera)\|border\|20x16px]] Rimma Žukova        | [[File: Flag of the Soviet Union (1936 – 1955).svg\|class=noviewer\| Unione Sovietica (bandiera)\|border\|20x16px]] Sof'ja Kondakova    |
| Kuopio 1955 Finlandia             | [[File: Flag of the Soviet Union (1936 – 1955).svg\|class=noviewer\| Unione Sovietica (bandiera)\|border\|20x16px]] Rimma Žukova       | [[File: Flag of the Soviet Union (1936 – 1955).svg\|class=noviewer\| Unione Sovietica (bandiera)\|border\|20x16px]] Tamara Rylova       | [[File: Flag of the Soviet Union (1936 – 1955).svg\|class=noviewer\| Unione Sovietica (bandiera)\|border\|20x16px]] Sof'ja Kondakova    |
| Kvarnsveden 1956 Svezia           | Sof'ja Kondakova | Rimma Žukova | Tamara Rylova |
| Imatra 1957 Finlandia             | Inga Artamonova | Tamara Rylova | Lidija Selichova |
| Kristinehamn 1958 Svezia          | Inga Artamonova | Tamara Rylova | Sof'ja Kondakova |
| Sverdlovsk 1959 Unione Sovietica  | Tamara Rylova | Valentina Stenina | Lidija Skoblikova |
| Östersund 1960 Svezia             | Valentina Stenina | Tamara Rylova | Lidija Skoblikova |
| Tønsberg 1961 Norvegia            | Valentina Stenina | Al'bina Tuzova | Lidija Skoblikova |
| Imatra 1962 Finlandia             | Inga Voronina-Artamonova | Lidija Skoblikova | Al'bina Tuzova |
| Karuizawa 1963 Giappone           | Lidija Skoblikova | Inga Voronina-Artamonova | Valentina Stenina |
| Kristinehamn 1964 Svezia          | Lidija Skoblikova | Inga Voronina-Artamonova | Tamara Rylova |
| Oulu 1965 Finlandia               | Inga Voronina-Artamonova | Valentina Stenina | Stien Kaiser |
| Trondheim 1966 Norvegia           | Valentina Stenina | Kim Song-Sun | Stien Kaiser |
| Deventer 1967 Paesi Bassi         | Stien Kaiser | Lāsma Kauniste | Dianne Holum |
| Helsinki 1968 Finlandia           | Stien Kaiser | Ans Schut | Carry Geijssen |
| Grenoble 1969 Francia             | Lāsma Kauniste | Stien Kaiser | Ans Schut |
| West Allis 1970 Stati Uniti       | Atje Keulen-Deelstra | Stien Kaiser | Sigrid Sundby |
| Helsinki 1971 Finlandia           | Nina Statkevič | Stien Kaiser | Ljudmila Titova |
| Heerenveen 1972 Paesi Bassi       | Atje Keulen-Deelstra | Stien Baas-Kaiser | Dianne Holum |
| Strömsund 1973 Svezia             | Atje Keulen-Deelstra | Tat'jana Šelekova-Rastopšina | Trijnie Rep |
| Heerenveen 1974 Paesi Bassi       | Atje Keulen-Deelstra | Tat'jana Averina | Nina Statkevič |
| Assen 1975 Paesi Bassi            | Karin Kessow | Tat'jana Averina | Sheila Young |
| Gjøvik 1976 Norvegia              | Sylvia Burka | Tat'jana Averina | Sheila Young |
| Keystone 1977 Stati Uniti         | Vera Bryndzej | Galina Stepanskaja | Galina Nikitina |
| Helsinki 1978 Finlandia           | Tat'jana Averina | Galina Stepanskaja | Marion Dittmann |
| L'Aia 1979 Paesi Bassi            | Beth Heiden | Natal'ja Petrusëva | Sylvia Burka |
| Hamar 1980 Paesi Bassi            | Natal'ja Petrusëva | Beth Heiden | Bjørg Eva Jensen |
| Sainte-Foy 1981 Canada            | Natal'ja Petrusëva | Karin Enke | Sarah Docter |
| Inzell 1982 Germania Ovest        | Karin Busch | Andrea Schöne | Natal'ja Petrusëva |
| Karl-Marx-Stadt 1983 Germania Est | Andrea Schöne | Karin Enke | Valentina Lalenkova-Golovenkina |
| Deventer 1984 Paesi Bassi         | Karin Enke | Andrea Schöne | Gabi Schönbrunn |
| Sarajevo 1985 Jugoslavia          | Andrea Schöne | Gabi Schönbrunn | Sabine Brehm |
| L'Aia 1986 Paesi Bassi            | Karin Kania | Andrea Schöne | Sabine Brehm |
| West Allis 1987 Stati Uniti       | Karin Kania | Andrea Schöne | Yvonne van Gennip |
| Skien 1988 Norvegia               | Karin Kania | Yvonne van Gennip | Erwina Ryś-Ferens |
| Lake Placid 1989 Stati Uniti      | Constanze Moser-Scandolo | Gunda Kleemann | Yvonne van Gennip |
| Calgary 1990 Canada               | Jacqueline Börner | Seiko Hashimoto | Constanze Moser-Scandolo |
| Hamar 1991 Norvegia               | Gunda Kleemann | Heike Warnicke-Schalling | Lia van Schie |
| Heerenveen 1992 Paesi Bassi       | Gunda Niemann | Emese Hunyady | Seiko Hashimoto |
| Berlino 1993 Germania             | Gunda Niemann | Emese Hunyady | Heike Warnicke-Schalling |
| Butte 1994 Stati Uniti            | Emese Hunyady | Ulrike Adeberg | Mihaela Dascălu |
| Savalen 1995 Norvegia             | Gunda Niemann | Ljudmila Prokaševa | Annamarie Thomas |
| Inzell 1996 Germania              | Gunda Niemann | Claudia Pechstein | Mie Uehara |
| Nagano 1997 Giappone              | Gunda Niemann | Claudia Pechstein | Tonny de Jong |
| Heerenveen 1998 Paesi Bassi       | Gunda Niemann-Stirnemann | Claudia Pechstein | Anni Friesinger |
| Hamar 1999 Norvegia               | Gunda Niemann-Stirnemann | Claudia Pechstein | Tonny de Jong |
| Milwaukee 2000 Stati Uniti        | Claudia Pechstein | Gunda Niemann-Stirnemann | Maki Tabata |
| Budapest 2001 Ungheria            | Anni Friesinger | Claudia Pechstein | Renate Groenewold |
| Heerenveen 2002 Paesi Bassi       | Anni Friesinger | Cindy Klassen | Claudia Pechstein |
| Göteborg 2003 Svezia              | Cindy Klassen | Claudia Pechstein | Daniela Anschütz |
| Hamar 2004 Norvegia               | Renate Groenewold | Claudia Pechstein | Wieteke Cramer |
| Mosca 2005 Russia                 | Anni Friesinger | Cindy Klassen | Claudia Pechstein |
| Calgary 2006 Canada               | Cindy Klassen | Claudia Pechstein | Kristina Groves |
| Heerenveen 2007 Paesi Bassi       | Ireen Wüst | Anni Friesinger | Cindy Klassen |
| Berlino 2008 Germania             | Paulien van Deutekom | Ireen Wüst | Kristina Groves |
| Hamar 2009 Norvegia               | Martina Sáblíková | Kristina Groves | Ireen Wüst |
| Heerenveen 2010 Paesi Bassi       | Martina Sáblíková | Kristina Groves | Ireen Wüst |
| Calgary 2011 Canada               | Ireen Wüst | Christine Nesbitt | Martina Sáblíková |
| Mosca 2012 Russia                 | Ireen Wüst | Martina Sáblíková | Christine Nesbitt |
| Hamar 2013 Norvegia               | Ireen Wüst | Diane Valkenburg | Ekaterina Šichova |
| Heerenveen 2014 Paesi Bassi       | Ireen Wüst | Ol'ga Graf | Yvonne Nauta |
| Calgary 2015 Canada               | Martina Sáblíková | Ireen Wüst | Ida Njåtun |
| Berlino 2016 Germania             | Martina Sáblíková | Ireen Wüst | Antoinette de Jong |
| Hamar 2017 Norvegia               | Ireen Wüst | Martina Sáblíková | Miho Takagi |
| Amsterdam 2018 Paesi Bassi        | Miho Takagi | Ireen Wüst | Annouk van der Weijdenta |
| Calgary 2019 Canada               | Martina Sáblíková | Miho Takagi | Antoinette de Jong |
| Hamar 2020 Norvegia               | Ireen Wüst | Ivanie Blondin | Antoinette de Jong |
| 2021                              | Non disputati a causa della Pandemia di COVID-19                                                                                       | Non disputati a causa della Pandemia di COVID-19                                                                                        | Non disputati a causa della Pandemia di COVID-19                                                                                        |
| Hamar 2022 Norvegia               | Irene Schouten | Miho Takagi | Antoinette de Jong |
| Inzell 2024 Germania              | Joy Beune | Marijke Groenewoud | Antoinette Rijpma-de Jong |

## Medagliere
Sono considerate solo le edizioni ufficiali.

### Totale
Aggiornato al 2022
| Posizione | Paese            | Oro | Argento | Bronzo | Totale |
| --------- | ---------------- | --- | ------- | ------ | ------ |
| 1         | Paesi Bassi      | 56  | 30      | 51     | 137    |
| 2         | Norvegia         | 41  | 41      | 42     | 124    |
| 3         | Unione Sovietica | 32  | 38      | 30     | 100    |
| 4         | Finlandia        | 12  | 14      | 5      | 31     |
| 5         | Germania         | 12  | 12      | 6      | 30     |
| 6         | Germania Est     | 10  | 9       | 6      | 25     |
| 7         | Stati Uniti      | 10  | 6       | 12     | 28     |
| 8         | Rep. Ceca        | 5   | 2       | 1      | 8      |
| 9         | Canada           | 4   | 6       | 5      | 15     |
| 10        | Svezia           | 4   | 4       | 6      | 13     |
| 11        | Russia           | 3   | 6       | 3      | 12     |
| 12        | Austria          | 2   | 3       | 2      | 7      |
| 13        | Giappone         | 1   | 5       | 6      | 12     |
| 14        | Italia           | 1   | 3       | 3      | 7      |
| 15        | Lettonia         | 1   | 1       | 0      | 2      |
| 16        | Ungheria         | 1   | 0       | 0      | 1      |
| 17        | Corea del Nord   | 0   | 1       | 0      | 1      |
| 17        | Francia          | 0   | 1       | 0      | 1      |
| 17        | Gran Bretagna    | 0   | 1       | 0      | 1      |
| 17        | Kazakistan       | 0   | 1       | 0      | 1      |
| 21        | Belgio           | 0   | 0       | 3      | 3      |
| 22        | Polonia          | 0   | 0       | 1      | 1      |
| 22        | Romania          | 0   | 0       | 1      | 1      |
| 22        | Indipendenti     | 0   | 0       | 1      | 1      |
| Totale    | Totale           | 195 | 184     | 184    | 563    |

### Uomini
Aggiornato al 2022
| Posizione | Paese            | Oro | Argento | Bronzo | Totale |
| --------- | ---------------- | --- | ------- | ------ | ------ |
| 1         | Paesi Bassi      | 40  | 19      | 30     | 89     |
| 2         | Norvegia         | 37  | 36      | 33     | 106    |
| 3         | Finlandia        | 9   | 10      | 3      | 22     |
| 4         | Unione Sovietica | 8   | 13      | 10     | 31     |
| 5         | Stati Uniti      | 8   | 5       | 5      | 18     |
| 6         | Svezia           | 4   | 4       | 6      | 13     |
| 7         | Russia           | 3   | 5       | 2      | 10     |
| 8         | Italia           | 1   | 3       | 3      | 7      |
| 9         | Lettonia         | 1   | 1       | 0      | 2      |
| 10        | Canada           | 1   | 0       | 0      | 1      |
| 10        | Ungheria         | 1   | 0       | 0      | 1      |
| 12        | Giappone         | 0   | 2       | 2      | 4      |
| 13        | Austria          | 0   | 1       | 2      | 3      |
| 14        | Germania Est     | 0   | 1       | 1      | 2      |
| 15        | Francia          | 0   | 1       | 0      | 1      |
| 15        | Gran Bretagna    | 0   | 1       | 0      | 1      |
| 17        | Belgio           | 0   | 0       | 3      | 3      |
| 18        | Germania         | 0   | 0       | 1      | 1      |
| 18        | Indipendenti     | 0   | 0       | 1      | 1      |
| Totale    | Totale           | 113 | 102     | 102    | 317    |

### Donne
Aggiornato al 2022
| Posizione | Paese            | Oro | Argento | Bronzo | Totale |
| --------- | ---------------- | --- | ------- | ------ | ------ |
| 1         | Unione Sovietica | 24  | 25      | 20     | 69     |
| 2         | Paesi Bassi      | 16  | 11      | 21     | 48     |
| 3         | Germania         | 12  | 12      | 5      | 29     |
| 4         | Germania Est     | 10  | 8       | 5      | 23     |
| 5         | Rep. Ceca        | 5   | 2       | 1      | 8      |
| 6         | Norvegia         | 4   | 5       | 9      | 18     |
| 7         | Canada           | 3   | 6       | 5      | 14     |
| 8         | Finlandia        | 3   | 4       | 2      | 9      |
| 9         | Austria          | 2   | 2       | 0      | 4      |
| 10        | Stati Uniti      | 2   | 1       | 7      | 10     |
| 11        | Giappone         | 1   | 3       | 4      | 8      |
| 12        | Russia           | 0   | 1       | 1      | 2      |
| 13        | Corea del Nord   | 0   | 1       | 0      | 1      |
| 13        | Kazakistan       | 0   | 1       | 0      | 1      |
| 15        | Polonia          | 0   | 0       | 1      | 1      |
| 15        | Romania          | 0   | 0       | 1      | 1      |
| Totale    | Totale           | 82  | 82      | 82     | 246    |